# ذفرة برييرية
ذفرة برييرية (الاسم العلمي:Cleome perrieri) هي نوع من النباتات تتبع جنس الذفرة من الفصيلة الذفرية.